# Петеску, Мирча
Ми́рча Виоре́л Пете́ску (рум. Mircea Viorel Petescu; 15 октября 1943, Печика, Арад — 16 декабря 2018, Vosselaar, Фламандский регион) — румынский футболист и футбольный тренер, играл на позиции защитника. Участник Олимпийских игр (1964).

## Биография

### Клубная карьера
Петеску начинал карьеру в клубе «УТА Арад», за который дебютировал в чемпионате Румынии 6 сентября 1959 года в матче с «Брашовом», который закончился со счётом 2:2. В своём первом сезоне в профессиональном футболе он сыграл в чемпионате страны 10 матчей и забил один гол.
В 1960 году Петеску перешёл в «Штиинцу», в которой играл в течение трёх сезонов. Помимо этого, он половину сезона 1962/63 играл на правах аренды за бухаресткий «Вииторул». В 1963 году перешёл в «Стяуа», в которой отыграл 4 сезона и выиграл два Кубка Румынии в 1965 и 1966 годах.
В 1967 году Петеску вернулся в клуб «УТА Арад», в котором отыграл шесть сезонов, став одним из ключевых игроков команды, с которой выиграл два чемпионских титула в 1969 и 1970 годах. Всего за эту команду в чемпионате Румынии Петеску сыграл 172 матча и забил 20 голов.
В 1973 году покинул Румынию и вместе с женой эмигрировал в Нидерланды, оставив свою четырёхлетнюю дочь в Араде, поскольку им не удалось получить для неё документы для выезда из страны. С июля проживал в Энсхеде, где ожидал решение от ФИФА о возможной двухлетней дисквалификации из-за его побега из Румынии. В декабре было объявлено, что Петеску стал игроком клуба «Дордрехт». Президент клуба Дик Пассир заявил, что единственной проблемой является отсутствие у футболиста вида на жительство. В феврале 1974 года получил разрешение от Федерации футбола Румынии играть за «Дордрехт». 24 февраля дебютировал за клуб в товарищеском матче с роттердамской «Спартой». 25 августа дебютировал в Эрстедивизи в домашнем матче против «Хелмонд Спорта», который завершился вничью 2:2. 8 сентября не реализовал пенальти в проигранном матче с «Ден Босхом» (0:1). Всего в чемпионате сыграл 10 матчей. В марте 1975 года было объявлено, что новым тренером «Дордрехта» станет временно Кор ван дер Гейп, который будет контролировать формирование команды, а проведение тренировок будет предоставлено Петеску, но вскоре ван дер Гейп отказался от подобного сотрудничества. Уже в апреле Петеску получил лицензию тренера, а временным тренером клуба до конца сезона стал Кес ван ден Бос.

### Карьера в сборной
В составе сборной Румынии принимал участие на олимпийском футбольном турнире 1964 года, где сыграл в матче группового этапа со сборной Ирана (1:0) и в двух матчах утешительного турнира с Ганой (4:2) и Югославии (3:0).

### Тренерская и агентская карьера
Начинал тренерскую карьеру, как ассистент главного тренера в «Дордрехте» и НЕК. В 1977 году Петеску стал главным тренером клуба «Телстар», где одним из подопечных был Луи ван Гал.
В 1978 году Петеску возглавил роттердамскую «Спарту», в которую затем перешёл Ван Гал. В опытном Луи ван Гале Петеску видел лидера команды, как на поле, так и за её пределами. В «Спарте» Петеску работал до января 1980 года, а затем возглавил «Дордрехт», который возглавлял до 1982 года.
Петеску был куратором главных трансферов в румынском футболе — Георге Хаджи в мадридский «Реал», Иоана Сабэу в «Фейеноорд», Георге Попеску в ПСВ и Доринела Мунтяну в «Серкль Брюгге».

### Смерть
Скончался 16 декабря 2018 года в доме престарелых коммуны Восселар после продолжительной болезни в возрасте 75 лет.

## Достижения
УТА (Арад)
- Чемпион Румынии (2): 1968/69, 1969/70

«Стяуа»
- Обладатель Кубка Румынии (2): 1965/66, 1966/67

Сборная Румынии (до 19)
- Победитель Юниорского турнира УЕФА: 1962[22]

## Награды
- Орден Труда III степени: 30 апреля 1962[23]
- Орден «За спортивные заслуги» III степени: 18 марта 2008[24]

## Статистика выступлений

### Клубная карьера
| Клуб                  | Сезон            | Лига | Лига | Кубок | Кубок | Европейские кубки | Европейские кубки | Итого | Итого |
| Клуб                  | Сезон            | Игры | Голы | Игры  | Голы  | Игры              | Голы              | Игры  | Голы  |
| --------------------- | ---------------- | ---- | ---- | ----- | ----- | ----------------- | ----------------- | ----- | ----- |
| УТА                   | 1959/60          | 10   | 1    | ?     | ?     | —                 | —                 | 10    | 0     |
| УТА                   | Итого            | 10   | 1    | ?     | ?     | —                 | —                 | 10    | 1     |
| Штиинца (Тимишоара)   | 1960/61          | 17   | 1    | ?     | ?     | —                 | —                 | 17    | 1     |
| Штиинца (Тимишоара)   | 1961/62          | 19   | 1    | ?     | ?     | —                 | —                 | 19    | 1     |
| Штиинца (Тимишоара)   | 1962/63          | 14   | 0    | ?     | ?     | —                 | —                 | 14    | 0     |
| Штиинца (Тимишоара)   | Итого            | 50   | 2    | ?     | ?     | —                 | —                 | 50    | 2     |
| → Вииторул (Бухарест) | 1962/63          | 14   | 0    | ?     | ?     | —                 | —                 | 14    | 0     |
| → Вииторул (Бухарест) | Итого            | 14   | 0    | ?     | ?     | —                 | —                 | 14    | 0     |
| Стяуа                 | 1963/64          | 19   | 1    | ?     | ?     | —                 | —                 | 19    | 1     |
| Стяуа                 | 1964/65          | 23   | 0    | ?     | ?     | 4                 | 0                 | 27    | 0     |
| Стяуа                 | 1965/66          | 26   | 0    | ?     | ?     | —                 | —                 | 26    | 0     |
| Стяуа                 | 1966/67          | 12   | 0    | ?     | ?     | 2                 | 0                 | 14    | 0     |
| Стяуа                 | Итого            | 80   | 1    | ?     | ?     | 6                 | 0                 | 86    | 1     |
| УТА                   | 1967/68          | 26   | 2    | ?     | ?     | —                 | —                 | 26    | 2     |
| УТА                   | 1968/69          | 27   | 8    | ?     | ?     | —                 | —                 | 27    | 8     |
| УТА                   | 1969/70          | 30   | 1    | ?     | ?     | 2                 | 0                 | 32    | 1     |
| УТА                   | 1970/71          | 30   | 3    | ?     | ?     | 4                 | 0                 | 34    | 3     |
| УТА                   | 1971/72          | 30   | 4    | ?     | ?     | 8                 | 0                 | 38    | 4     |
| УТА                   | 1972/73          | 29   | 2    | ?     | ?     | 2                 | 0                 | 31    | 2     |
| УТА                   | Итого            | 172  | 20   | ?     | ?     | 16                | 0                 | 188   | 20    |
| Дордрехт              | 1974/75          | 10   | 0    | 1     | 0     | —                 | —                 | 11    | 0     |
| Дордрехт              | Итого            | 10   | 0    | 1     | 0     | —                 | —                 | 11    | 0     |
| Всего за карьеру      | Всего за карьеру | 336  | 24   | 1+    | 0     | 22                | 0                 | 359+  | 24+   |

### Список матчей за сборную
| Матчи Мирчи Петеску за сборную Румынии | Матчи Мирчи Петеску за сборную Румынии | Матчи Мирчи Петеску за сборную Румынии | Матчи Мирчи Петеску за сборную Румынии | Матчи Мирчи Петеску за сборную Румынии | Матчи Мирчи Петеску за сборную Румынии             |
| №                                      | Дата                                   | Соперник                               | Счёт                                   | Голы Петеску                           | Соревнование                                       |
| -------------------------------------- | -------------------------------------- | -------------------------------------- | -------------------------------------- | -------------------------------------- | -------------------------------------------------- |
| 1                                      | 17 октября 1964                        | Иран                                   | 1:0                                    |                                        | Олимпийские игры 1964, группа А                    |
| 2                                      | 20 октября 1964                        | Гана                                   | 4:2                                    |                                        | Олимпийские игры 1964, утешительный турнир         |
| 3                                      | 22 октября 1964                        | Югославия                              | 3:0                                    |                                        | Олимпийские игры 1964, финал утешительного турнира |
| 4                                      | 27 октября 1968                        | Португалия                             | 0:3                                    |                                        | Отборочный турнир чемпионата мира 1970, группа 1   |
| 5                                      | 6 ноября 1968                          | Англия                                 | 0:0                                    |                                        | Товарищеский матч                                  |

Итого: 5 матчей / 0 голов; 3 победы, 1 ничья, 1 поражение.